# Drigung Thil
| Tibetische Bezeichnung                                         |
| -------------------------------------------------------------- |
| Tibetische Schrift: འབྲི་གུང་མཐིལ                                  |
| Wylie-Transliteration: 'bri gung mthil dgon pa                 |
| Offizielle Transkription der VRCh: Zhigungtil                  |
| THDL-Transkription: Drigungtil                                 |
| Andere Schreibweisen: Drigungthil, Drikung Thil, ’Bri-kuṅ etc. |
| Chinesische Bezeichnung                                        |
| Traditionell: 直貢寺                                           |
| Vereinfacht: 直贡寺; 直贡梯寺; 直贡替寺                        |
| Pinyin:Zhígòng Sì                                              |

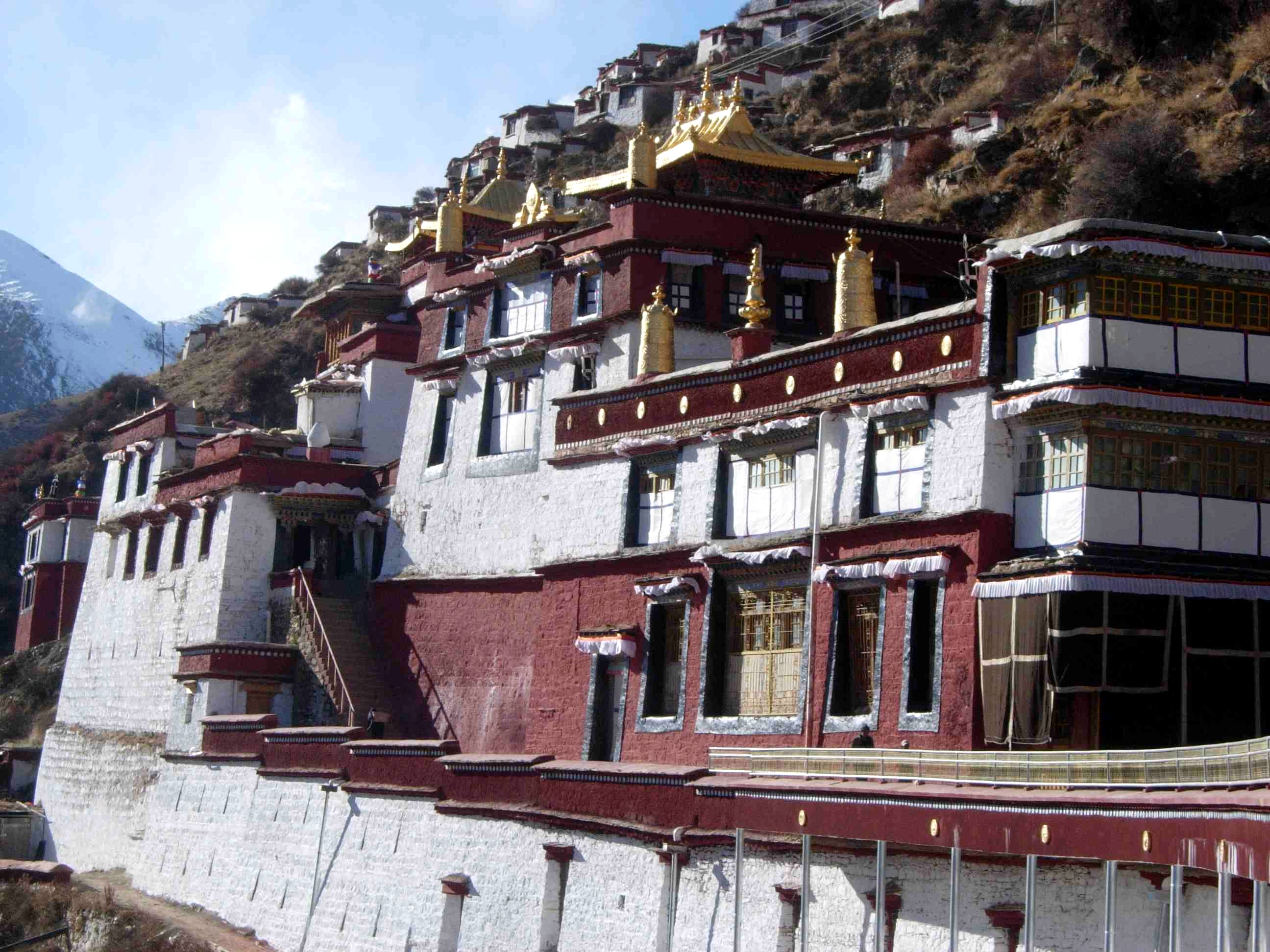
Drigung Thil

Drigung Thil (tib.: 'bri gung mthil, tibetisch: འབྲི་གུང་མཐིལ) ist ein Kloster des tibetischen Buddhismus im Kreis Meldro Gongkar des Autonomen Gebiets Tibet der Volksrepublik China, ca. 150 km östlich von Lhasa.

## Geschichte
Drigung Thil wurde 1179 von Drigung Jigten Gönpo (tib.: 'bri gung 'jig rten mgon po; 1143–1217) als Sitz des Drigung-Kagyü-Ordens gegründet und ist bis heute ein  wichtiges Zentrum der Kagyü. Das Kloster wurde nach dem Ort benannt, an dem es errichtet wurde, und der Orden nennt sich nach dem Kloster. Während der mongolischen Yüan-Dynastie befand sich der Kagyü-Orden in Opposition zum Sakya-Orden und Drigung Thil wurde 1290 militärisch angegriffen. Während der nachfolgenden Ming-Dynastie konnte sich Drigung Thil wieder behaupten.
In Drigung Thil wird besonderer Wert auf tantrische Meditation nach der Lehre des Gründers gelegt, und das Kloster ist von Meditationshöhlen und -hütten umgeben. Bis ins 19. Jahrhundert hatte Drigung Thil zwei Fakultäten, Drubdra Shar (tib.: sgrub grwa shar) und Drubdra Nub (tib.: sgrub grwa nub). Dann lud der 34. Abt des Klosters, Kyabje Zhibe Lodrö (tib.: skyabs rje zhi-ba’i blo gros), Nyagtrül Jamyang Wanggyel Rinpoche (tib.: nyag sprul 'jam dbyangs dbang rgyal rin po che) ein, im Kloster zu lehren, und eine dritte, theoretisch-philosophisch ausgerichtete Fakultät – Nyichang Shedra (tib.: gnyis 'chang bshad grwa) – wurde gegründet.
Während der chinesischen Kulturrevolution wurde Drigung Thil zerstört und in den 1980er-Jahren wurde das Kloster wieder aufgebaut. Oberhalb des Klosters gibt es einen beliebten Ort für Himmelsbestattungen. Drigung Thil hat heute auch wieder mehrere Nebenklöster, darunter das Nonnenkloster Terdrom Jomo Gönpa (tib.: gter sgrom jo mo dgon pa / Dézhòng Nísì 德仲尼寺), das in einem Seitental mit Thermalquellen liegt.
In der Nähe befindet sich auch Katshel (tib.: ska tshal), einer der vier Tempel, die König Songtsen Gampo (tib.: srong btsan sgam po) errichten ließ.
Ein inkarnierter Lama von Drigung Thil, Chösang Lobsang Champa (tib.: chos bzang blo bzang byams-pa), ist heute stellvertretender Generalsekretär der Buddhistischen Gesellschaft von Tibet und Abgeordneter der Politischen Konsultativkonferenz von Tibet.
Das Kloster steht auf der Liste der Denkmäler des Autonomen Gebiets Tibet.

## Zeremonien und Feste
Vom 4. bis 15. Tag des ersten Monats des tibetischen Kalenders finden große Sutrenlesungen und vom 3. bis 13. Tag des vierten Monats wichtige rituelle Tänze statt, bei denen Chökyi Drölma (tib.: chos kyi sgrol ma), der vierarmige Yeshe Gönpo (tib.: ye shes mgon po) und der Beschützer der Lehre Tsimar (tib.: rtsi dmar) dargestellt werden. Am 18. Tag beginnen die Unterweisungen. Vom 24. Tag bis zum Ende des vierten Monats folgen weitere große Zeremonien: Tänze, Ausstellungen von Statuen und Opfer. Am 4. Tag des sechsten Monats finden Gebetsrituale statt, vom 27. bis 29. Tag wird des Todes von Peljor Rinpoche (tib.: dpal 'byor rin po che) gedacht. Ab dem 22. Tag des neunten Monats findet ein zwei- bis dreitägiges Ritual zur Besänftigung der Götter statt. Am 25. und 25. Tag des zehnten Monats findet die Ganden Ngachö-Zeremonie (tib.: dga' ldan lnga mchod) statt, bei der Posten neu besetzt werden. Vom 15. Tag des elften Monats bis zum 15. des zwölften Monats werden für die Mani-Zeremonie Tag und Nacht Sutren rezitiert.